# Kirkwood (Afrique du Sud)
Pour les articles homonymes, voir Kirkwood.
Kirkwood est une ville de la province du Cap-Oriental en Afrique du Sud, située sur les bords de la rivière Sundays dans la municipalité de Sunday's River Valley.
En 2011 elle comptait 5371 habitants. Les langues les plus usitées y sont l'afrikaans (82,6%), suivi de la langue xhosa (12,6%) et de l'anglais sud-africain (2,4%).

## Géographie et climat
Kirkwood est située à distance de 80 km de l'océan Indien et à une altitude 100 mètres .
Le climat est subtropical, favorable à la culture des agrumes, particulièrement développée dans la région.
Le Service météorologique sud-africain a enregistré une température de 50°  Kirkwood en 1928 - la température la plus élevée jamais enregistrée en Afrique du Sud.
Au nord de Kirkwood se trouvent les montagnes du Rietberg où l'Uyepoort (Uye Gateway) donne accès au Parc national des Éléphants d'Addo. Kirkwood est un point d'entrée à ce parc pour de nombreux touristes.

## Histoire
La région du cap de Bonne-Espérance ayant été officiellement annexée par le Royaume-Uni en 1814, Sir John Francis Cradock, le gouverneur britannique de la colonie du Cap, donne les premières fermes de la vallée de la rivière Sundays à des chefs de commandos qui avaient combattu en faveur de l'autorité coloniale lors des guerres de frontière (ou guerres xhosas) de 1811 et 1812.
En 1877, James Somers Kirkwood, un commissaire-priseur, achète plusieurs fermes dans la vallée, crée une compagnie d'irrigation des terres, la Sundays River Land and Irrigation Company  avec le projet  d'acheminer les produits agricoles par barges fluviales jusqu'à Port Elizabeth, ville située à une centaine de kilomètres ; il établit également le village de Bayville ; il meurt en 1889. La ville fondée en 1912 prend son nom.
Au début du XIXe siècle, la rivière Sundays formait la frontière orientale de la colonie du Cap ; la région a été le théâtre de nombreux conflits armés, d'abord entre Khoi et Xhosa ; puis entre Khoi et Xhosa réunis contre les forces coalisées des Boers et des Britanniques ; enfin entre les Boers et les Britanniques pendant la seconde guerre des Boers.

## Économie
Kirkwood est le centre de l'une des plus grandes régions productrices d'agrumes d'Afrique du Sud avec environ 120 hectares de vergers d'agrumes.
La Sundays River Citrus Company emploie environ 1 500 personnes sur une base saisonnière pour emballer les agrumes d'exportation.
Des roses sont également cultivées dans la région. La ville accueille un salon annuel de la faune sauvage, Kirkwood Wildsfees.

## Site fossilifère
La formation géologique de Kirkwood, nommée d'après la ville, a livré de nombreux spécimens fossiles de la faune et de la flore du Crétacé inférieur. Le plus connu est le fossile d'un dinosaure découvert en 1996, Nqwebasaurus thwazi, qui vivait là il y a 130 millions d'années -  surnommé de manière informelle "Kirky". Son nom  scientifique signifie "le lézard rapide du Nqweba" ; Nqweba est le nom de la région dans la langue xhosa.
Le plus vieux stégosaure connu, Paranthodon africanus (un dinosaure stégausorien), a été découvert également, en 1845, dans cette même formation de Kirkwood.